# Little Bird (canción de Annie Lennox)
«Little Bird» -en español: «Pajarito»- es el quinto y último sencillo del álbum Diva de la cantante escocesa Annie Lennox. Fue lanzado en el mercado a comienzos de 1993 en los formatos de CD y vinilo de 12" pulgadas con la inclusión de «Love Song for a Vampire», canción que la cantante grabó para la banda sonora de la película Drácula, de Bram Stoker del director Francis Ford Coppola. «Little Bird» logró un éxito destacable en el Reino Unido, en donde se posicionó en el tercer lugar de las listas de popularidad y en Estados Unidos, en donde llegó a la cumbre de la lista Dance/Club Play Songs de Billboard.
El video musical muestra a Lennox cantando con un vestido de lentejuelas negro de estilo cabaret, en el cual se puede apreciar su  avanzado estado de embarazo de su segunda hija Tali. A medida que transcurre el video, diversas personas aparecen acompañando a la cantante vestidas con atuendos que evocan otros videos musicales destacables de su trayectoria, incluida su carrera con Eurythmics, así como en solitario; algunos de estos fueron: «Sweet Dreams (Are Made of This)», «Why», «Thorn In My Side», «Walking On Broken Glass» y «I Need A Man».
EL 12 de agosto de 2012, Lennox interpretó la canción en el marco de la clausura de los XXX Juegos Olímpicos, en Londres (Inglaterra).

## Formatos de lanzamiento

### CD: Arista / 07822 12522 2
1. «Little Bird (Versión editada)» - 4:32
2. «Love Song for a Vampire» (de la banda sonora de Drácula, de Bram Stoker) - 4:16
3. «Why» - 5:04 †
4. «The Gift" (Compuesta por: Annie Lennox y The Blue Nile) - 4:36 †
5. «You Have Placed a Chill in My Heart» (Lennox/Stewart) - 4:06 †

### CD: BMG / 74321 13383 2
1. «Little Bird" - 4:39
2. «Love Song for a Vampire» (de la banda sonora de Drácula, de Bram Stoker) - 4:17
3. «Little Bird (Versión de Utah Saints)» - 6:35
4. «Little Bird (Versión de N'Joi)» - 4:46

### Vinilo de 12" pulgadas: Arista / 07822 12522 1
1. «Little Bird (Versión de House of Gypsies)» - 6:59
2. «Little Bird (Versión radial de House of Gypsies)» - 4:18
3. "«Little Bird (Versión de House of Annie)» - 4:19

1. «Little Bird (Versión en sencillo)» - 4:32
2. «Little Bird (Versión de Utah Saints)» - 6:38
3. «Little Bird (Versión de N'Joi)» - 4:52

## Posicionamiento en listas
| Alemania       | German Singles Chart               | 29 |
| Australia      | Australian Singles Chart           | 38 |
| Canadá         | Canada Singles Chart               | 7  |
| Estados Unidos | Billboard Hot 100                  | 48 |
| Estados Unidos | Dance/Club Play Songs              | 1  |
| Estados Unidos | Hot Dance Music/Maxi-Singles Sales | 9  |
| Estados Unidos | Top 40 Mainstream                  | 36 |
| Francia        | French Singles Chart               | 10 |
| Irlanda        | Irish Singles Chart                | 3  |
| Italia         | Italian Singles Chart              | 7  |
| Nueva Zelanda  | New Zealand Singles Chart          | 33 |
| Reino Unido    | UK Singles Chart                   | 3  |
| Suiza          | Swiss Singles Chart                | 34 |

| Predecesor: «Give It to You» de Martha Wash | Sencillo número uno - Billboard Hot Dance Club Play 10 de abril de 1993 - 17 de abril de 1993 | Sucesor: «Born to B.R.E.E.D» de Monie Love |